# 大荔北站
大荔北站是一个侯西铁路上的铁路车站，位于陕西省大荔县段家乡，建于1971年，由西安局集团渭南车务段管辖。目前为四等站，车站现仅办理货运业务：办理整车、零担货物发到；不办理危险货物发到。该站原名“大荔站”，2014年7月因大西客运专线大荔站开通改为现名。